# Bledisloe Cup

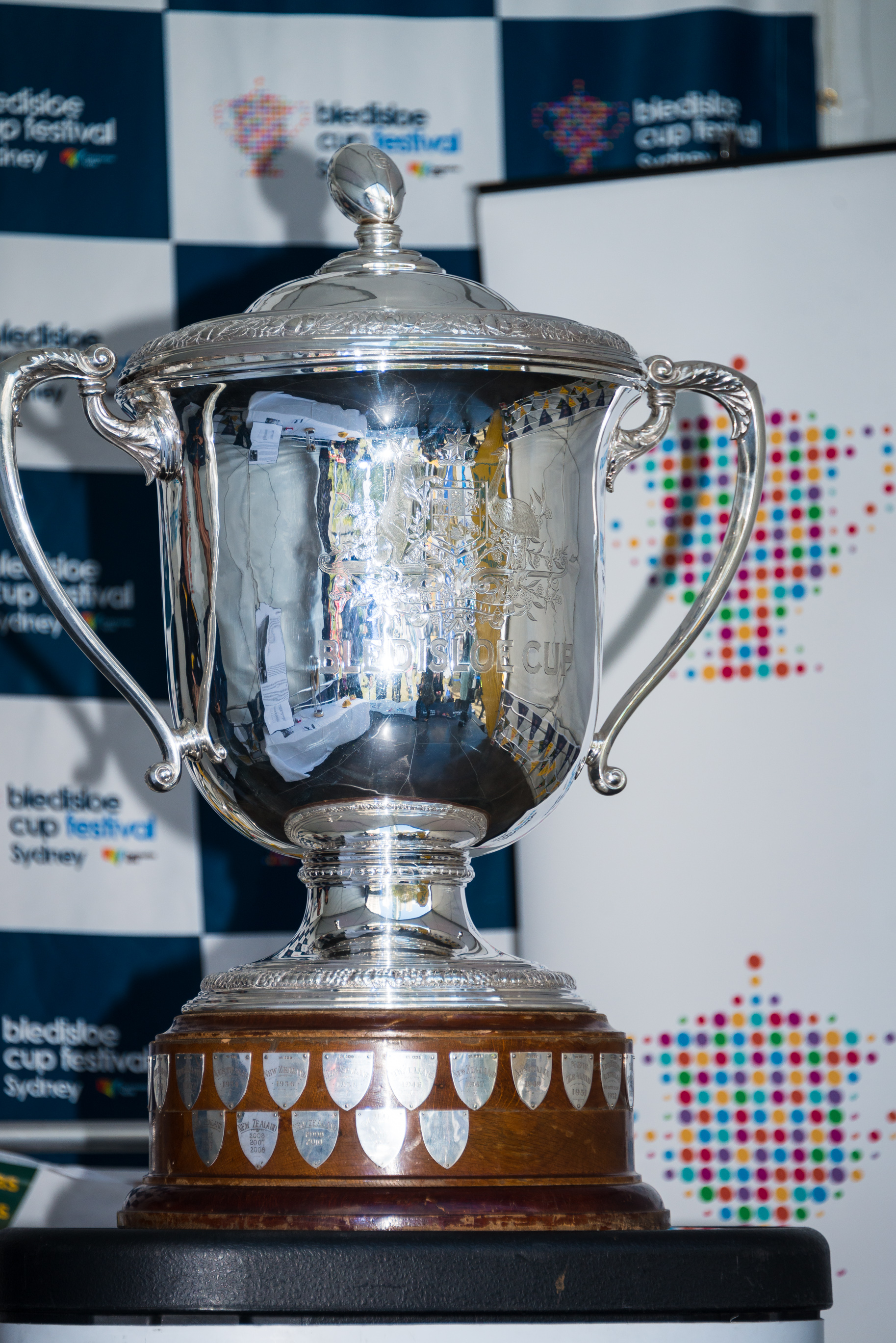
Ekspozycja Pucharu Bledisloe w Sydney w 2014

Bledisloe Cup (pol. Puchar Bledisloe'a) – przechodnie trofeum o które corocznie walczą reprezentacje Nowej Zelandii i Australii. Większość meczów odbywa się w ramach The Rugby Championship. Puchar jest największym trofeum przyznawanym w rozgrywkach drużynowych, jego wysokość to około metra.

## Historia

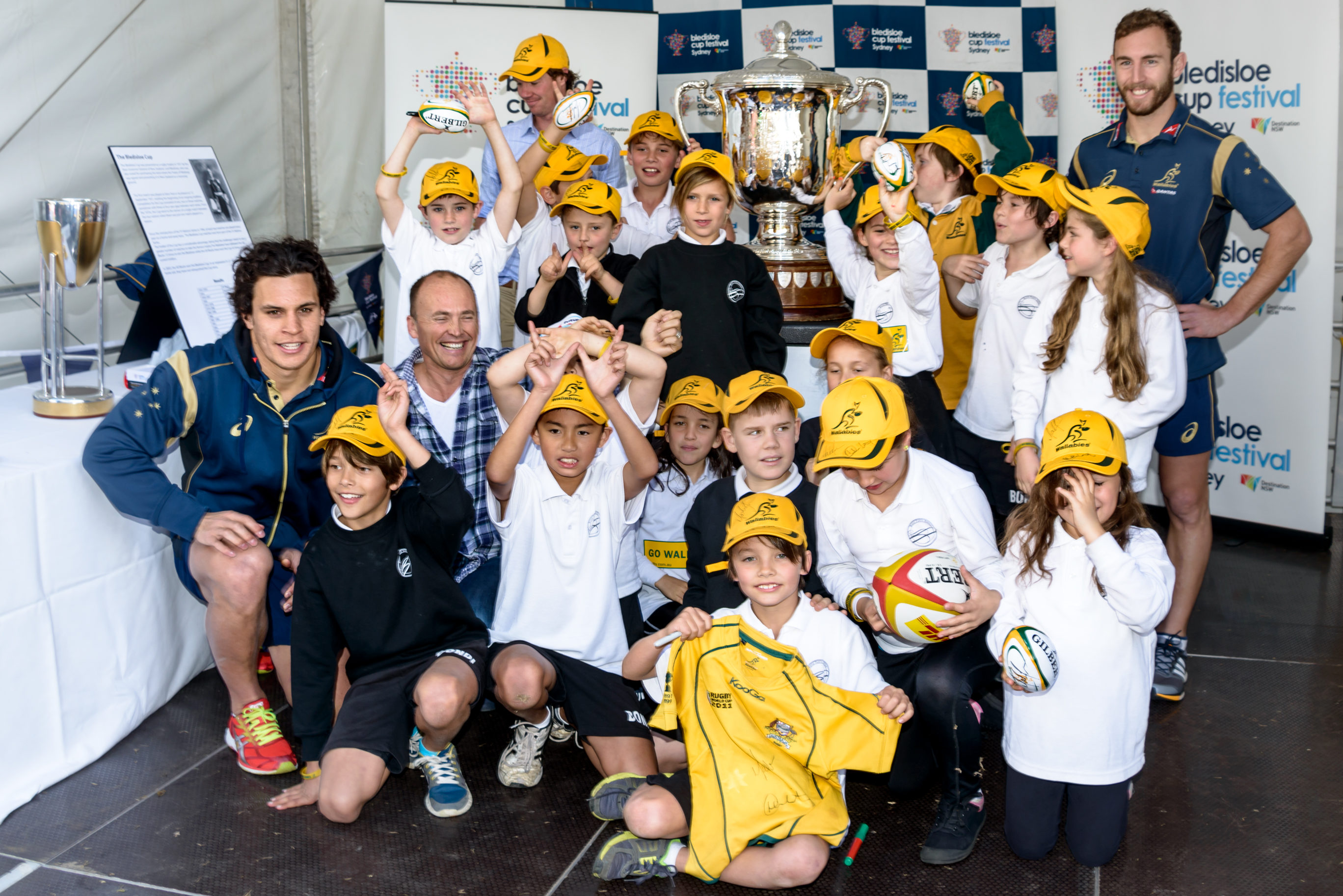
Puchar Bledisloe'a w Sydney 2014

Istnieje spór o to kiedy rozegrano pierwszy mecz o Puchar, australijska federacja twierdzi że był to rok 1931 i pojedynczy mecz podczas gdy federacja nowozelandzka utrzymuje że pierwszy raz trofeum wręczono w roku 1932 po serii trzech meczów. Puchar został sfinansowany przez  barona Bledisloe, stąd jego nazwa (choć istnieją podejrzenia że został on tylko nazwany na cześć popularnego gubernatora Nowej Zelandii gdyż pomysł na Puchar powstał w przededniu pierwszego meczu).
Pomiędzy 1931 a 1981 mecze były rozgrywane nieregularnie zazwyczaj przy okazji wyjazdów, tournee (z ang. "tour") po kraju drugiej drużyny.
W latach 1982–1995 mecze o Puchar były rozgrywane corocznie. Od roku 1996 mecze są rozgrywane w ramach Tri Nations a później The Rugby Championship. Do roku 1998 o Puchar walczono w trójmeczowych seriach: dwa mecze w ramach Tri Nations i jeden dodatkowy mecz.
W latach 1999–2005 trzeci mecz nie był rozgrywany, aby zdobyć Puchar należało pokonać mistrza (jeśli obie ekipy wygrały po jednym meczu lub obydwa mecze były remisowe Puchar zostaje u tej samej drużyny).
W 2006 powrócono do formuły rozgrywania trzech meczów za sprawą zmiany organizacyjnej turnieju Tri Nations, każda ekipa rozgrywała wtedy po trzy mecze z każdym przeciwnikiem. W 2007 rozegrano tylko 2 mecze ze względu na Puchar świata we Francji i skrócony sezon.
W 2008 federacje postanowiły powiększyć rozgrywki o jeden, decydujący mecz który miał się odbyć w Hongkongu, którego oficjalnym celem było promowanie rugby w Azji. Dzięki zadowalającym wynikom finansowym w 2009 postanowiono powtórzyć ten schemat i mecz został rozegrany w Tokio oraz w roku 2010 ponownie w Hongkongu.
Formuła trzech meczów powróciła po reorganizacji rozgrywek poprzez dołączenie do nich Argentyny i zmianę nazwy na The Rugby Championship.
W roku 2019 pojawiły się informacje że od 2020 roku World Rugby ma zamiar zmienić zasady rozgrywania meczów towarzyskich w rugby i w tym celu utworzy jeden konkurs dla półkul południowej i północnej łącząc The Rugby Championship, Puchar Sześciu Narodów oraz czerwcowe i listopadowe test mecze, może to skutkować zmniejszeniem ilości meczów o Puchar Bledisloe w danym roku do dwóch bądź nawet jednego.

## Wyniki
| Rok  | Data            | Stadion                                       | Gospodarz     | Wynik | Gość          | Zwycięzca     | Trofeum       |
| ---- | --------------- | --------------------------------------------- | ------------- | ----- | ------------- | ------------- | ------------- |
| 2018 | 18 sierpnia     | Stadion Nissan, Jokohama                      | Nowa Zelandia | 37-20 | Australia     | Nowa Zelandia | Nowa Zelandia |
| 2018 | 25 sierpnia     | Eden Park, Auckland                           | Nowa Zelandia | 40-12 | Australia     | Nowa Zelandia | Nowa Zelandia |
| 2018 | 18 sierpnia     | ANZ Stadium, Sydney                           | Australia     | 13-38 | Nowa Zelandia | Nowa Zelandia | Nowa Zelandia |
| 2017 | 21 października | Lang Park, Brisbane                           | Australia     | 23-18 | Nowa Zelandia | Australia     | Nowa Zelandia |
| 2017 | 26 sierpnia     | Forsyth Barr Stadium, Dunedin                 | Nowa Zelandia | 35-29 | Australia     | Nowa Zelandia | Nowa Zelandia |
| 2017 | 19 sierpnia     | ANZ Stadium, Sydney                           | Australia     | 34–54 | Nowa Zelandia | Nowa Zelandia | Nowa Zelandia |
| 2016 | 22 października | Eden Park, Auckland                           | Nowa Zelandia | 37-10 | Australia     | Nowa Zelandia | Nowa Zelandia |
| 2016 | 27 sierpnia     | Westpac Stadium, Wellington                   | Nowa Zelandia | 29–9  | Australia     | Nowa Zelandia | Nowa Zelandia |
| 2016 | 20 sierpnia     | ANZ Stadium, Sydney                           | Australia     | 8–42  | Nowa Zelandia | Nowa Zelandia | Nowa Zelandia |
| 2015 | 15 sierpnia     | Eden Park, Auckland                           | Nowa Zelandia | 41–13 | Australia     | Nowa Zelandia | Nowa Zelandia |
| 2015 | 8 sierpnia      | ANZ Stadium, Sydney                           | Australia     | 27–19 | Nowa Zelandia | Australia     | Nowa Zelandia |
| 2014 | 18 października | Suncorp Stadium, Brisbane, Queensland         | Australia     | 28–29 | Nowa Zelandia | Nowa Zelandia | Nowa Zelandia |
| 2014 | 23 sierpnia     | Eden Park, Auckland                           | Nowa Zelandia | 51–20 | Australia     | Nowa Zelandia | Nowa Zelandia |
| 2014 | 16 sierpnia     | ANZ Stadium, Sydney                           | Australia     | 12–12 | Nowa Zelandia | Remis         | Nowa Zelandia |
| 2013 | 19 października | Otago Stadium, Dunedin                        | Nowa Zelandia | 41–33 | Australia     | Nowa Zelandia | Nowa Zelandia |
| 2013 | 24 sierpnia     | Wellington Regional Stadium, Wellington       | Nowa Zelandia | 27–16 | Australia     | Nowa Zelandia | Nowa Zelandia |
| 2013 | 17 sierpnia     | ANZ Stadium, Sydney                           | Australia     | 29–47 | Nowa Zelandia | Nowa Zelandia | Nowa Zelandia |
| 2012 | 20 października | Suncorp Stadium, Brisbane, Queensland         | Australia     | 18–18 | Nowa Zelandia | Remis         | Nowa Zelandia |
| 2012 | 25 sierpnia     | Eden Park, Auckland                           | Nowa Zelandia | 22–0  | Australia     | Nowa Zelandia | Nowa Zelandia |
| 2012 | 18 sierpnia     | ANZ Stadium, Sydney                           | Australia     | 19–27 | Nowa Zelandia | Nowa Zelandia | Nowa Zelandia |
| 2011 | 27 sierpnia     | Suncorp Stadium, Brisbane, Queensland         | Australia     | 25–20 | Nowa Zelandia | Australia     | Nowa Zelandia |
| 2011 | 6 sierpnia      | Eden Park, Auckland                           | Nowa Zelandia | 30–14 | Australia     | Nowa Zelandia | Nowa Zelandia |
| 2010 | 30 października | Hong Kong Stadium, Hongkong                   | Australia     | 26–24 | Nowa Zelandia | Australia     | Nowa Zelandia |
| 2010 | 11 września     | ANZ Stadium, Sydney                           | Australia     | 22–23 | Nowa Zelandia | Nowa Zelandia | Nowa Zelandia |
| 2010 | 7 sierpnia      | AMI Stadium, Christchurch                     | Nowa Zelandia | 20–10 | Australia     | Nowa Zelandia | Nowa Zelandia |
| 2010 | 31 lipca        | Etihad Stadium, Melbourne, Victoria           | Australia     | 28–49 | Nowa Zelandia | Nowa Zelandia | Nowa Zelandia |
| 2009 | 31 października | National Stadium, Tokyo, Japan                | Nowa Zelandia | 32–19 | Australia     | Nowa Zelandia | Nowa Zelandia |
| 2009 | 19 września     | Wellington Regional Stadium, Wellington       | Nowa Zelandia | 33–6  | Australia     | Nowa Zelandia | Nowa Zelandia |
| 2009 | 22 sierpnia     | Stadium Australia, Sydney                     | Australia     | 18–19 | Nowa Zelandia | Nowa Zelandia | Nowa Zelandia |
| 2009 | 18 lipca        | Eden Park, Auckland                           | Nowa Zelandia | 22–16 | Australia     | Nowa Zelandia | Nowa Zelandia |
| 2008 | 1 listopada     | Hong Kong Stadium, Hongkong                   | Nowa Zelandia | 19–14 | Australia     | Nowa Zelandia | Nowa Zelandia |
| 2008 | 13 września     | Suncorp Stadium, Brisbane, Queensland         | Australia     | 24–28 | Nowa Zelandia | Nowa Zelandia | Nowa Zelandia |
| 2008 | 2 sierpnia      | Eden Park, Auckland                           | Nowa Zelandia | 39–10 | Australia     | Nowa Zelandia | Nowa Zelandia |
| 2008 | 26 lipca        | Stadium Australia, Sydney                     | Australia     | 34–19 | Nowa Zelandia | Australia     | Nowa Zelandia |
| 2007 | 21 lipca        | Eden Park, Auckland                           | Nowa Zelandia | 26–12 | Australia     | Nowa Zelandia | Nowa Zelandia |
| 2007 | 30 czerwca      | Melbourne Cricket Ground, Melbourne, Victoria | Australia     | 20–15 | Nowa Zelandia | Australia     | Nowa Zelandia |
| 2006 | 19 sierpnia     | Eden Park, Auckland                           | Nowa Zelandia | 34–27 | Australia     | Nowa Zelandia | Nowa Zelandia |
| 2006 | 29 lipca        | Suncorp Stadium, Brisbane, Queensland         | Australia     | 9–13  | Nowa Zelandia | Nowa Zelandia | Nowa Zelandia |
| 2006 | 8 lipca         | Jade Stadium, Christchurch                    | Nowa Zelandia | 32–12 | Australia     | Nowa Zelandia | Nowa Zelandia |
| 2005 | 3 września      | Eden Park, Auckland                           | Nowa Zelandia | 34–24 | Australia     | Nowa Zelandia | Nowa Zelandia |
| 2005 | 13 sierpnia     | Stadium Australia, Sydney                     | Australia     | 13–30 | Nowa Zelandia | Nowa Zelandia | Nowa Zelandia |
| 2004 | 7 sierpnia      | Stadium Australia, Sydney                     | Australia     | 23–18 | Nowa Zelandia | Australia     | Nowa Zelandia |
| 2004 | 17 lipca        | Wellington Regional Stadium, Wellington       | Nowa Zelandia | 16–7  | Australia     | Nowa Zelandia | Nowa Zelandia |
| 2003 | 16 sierpnia     | Eden Park, Auckland                           | Nowa Zelandia | 21–17 | Australia     | Nowa Zelandia | Nowa Zelandia |
| 2003 | 26 lipca        | Stadium Australia, Sydney                     | Australia     | 21–50 | Nowa Zelandia | Nowa Zelandia | Nowa Zelandia |
| 2002 | 3 sierpnia      | Stadium Australia, Sydney                     | Australia     | 16–14 | Nowa Zelandia | Australia     | Australia     |
| 2002 | 13 lipca        | Jade Stadium, Christchurch                    | Nowa Zelandia | 12–6  | Australia     | Nowa Zelandia | Australia     |
| 2001 | 1 września      | Stadium Australia, Sydney                     | Australia     | 29–26 | Nowa Zelandia | Australia     | Australia     |
| 2001 | 11 sierpnia     | Carisbrook, Dunedin                           | Nowa Zelandia | 15–23 | Australia     | Australia     | Australia     |
| 2000 | 5 sierpnia      | Wellington Regional Stadium, Wellington       | Nowa Zelandia | 23–24 | Australia     | Australia     | Australia     |
| 2000 | 15 lipca        | Stadium Australia, Sydney                     | Australia     | 35–39 | Nowa Zelandia | Nowa Zelandia | Australia     |
| 1999 | 28 sierpnia     | Stadium Australia, Sydney                     | Australia     | 28–7  | Nowa Zelandia | Australia     | Australia     |
| 1999 | 24 lipca        | Eden Park, Auckland                           | Nowa Zelandia | 34–15 | Australia     | Nowa Zelandia | Australia     |
| 1998 | 29 sierpnia     | Sydney Football Stadium, Sydney               | Australia     | 19–14 | Nowa Zelandia | Australia     | Australia     |
| 1998 | 1 sierpnia      | Lancaster Park, Christchurch                  | Nowa Zelandia | 23–27 | Australia     | Australia     | Australia     |
| 1998 | 11 lipca        | Melbourne Cricket Ground, Melbourne, Victoria | Australia     | 24–16 | Nowa Zelandia | Australia     | Australia     |
| 1997 | 16 sierpnia     | Carisbrook, Dunedin                           | Nowa Zelandia | 36–24 | Australia     | Nowa Zelandia | Nowa Zelandia |
| 1997 | 26 lipca        | Melbourne Cricket Ground, Melbourne, Victoria | Nowa Zelandia | 18–33 | Nowa Zelandia | Nowa Zelandia | Nowa Zelandia |
| 1997 | 5 lipca         | Lancaster Park, Christchurch                  | Nowa Zelandia | 30–13 | Australia     | Nowa Zelandia | Nowa Zelandia |
| 1996 | 27 lipca        | Lang Park, Brisbane, Queensland               | Australia     | 25–32 | Nowa Zelandia | Nowa Zelandia | Nowa Zelandia |
| 1996 | 6 lipca         | Athletic Park, Wellington                     | Nowa Zelandia | 43–6  | Australia     | Nowa Zelandia | Nowa Zelandia |
| 1995 | 29 lipca        | Sydney Football Stadium, Sydney               | Australia     | 23–34 | Nowa Zelandia | Nowa Zelandia | Nowa Zelandia |
| 1995 | 22 lipca        | Eden Park, Auckland                           | Nowa Zelandia | 28–16 | Australia     | Nowa Zelandia | Nowa Zelandia |
| 1994 | 17 sierpnia     | Sydney Football Stadium, Sydney               | Australia     | 20–16 | Nowa Zelandia | Australia     | Australia     |
| 1993 | 17 lipca        | Carisbrook, Dunedin                           | Nowa Zelandia | 25–10 | Australia     | Nowa Zelandia | Nowa Zelandia |
| 1992 | 25 lipca        | Sydney Football Stadium, Sydney               | Australia     | 23–26 | Nowa Zelandia | Nowa Zelandia | Australia     |
| 1992 | 19 lipca        | Ballymore Stadium, Brisbane, Queensland       | Australia     | 19–17 | Nowa Zelandia | Australia     | Australia     |
| 1992 | 4 lipca         | Sydney Football Stadium, Sydney               | Australia     | 16–15 | Nowa Zelandia | Australia     | Australia     |
| 1991 | 24 sierpnia     | Eden Park, Auckland                           | Nowa Zelandia | 6–3   | Australia     | Nowa Zelandia | Nowa Zelandia |
| 1991 | 10 sierpnia     | Sydney Football Stadium, Sydney               | Australia     | 21–12 | Nowa Zelandia | Australia     | Nowa Zelandia |
| 1990 | 18 sierpnia     | Athletic Park, Wellington                     | Nowa Zelandia | 9–21  | Australia     | Australia     | Nowa Zelandia |
| 1990 | 4 sierpnia      | Eden Park, Auckland                           | Nowa Zelandia | 27–17 | Australia     | Nowa Zelandia | Nowa Zelandia |
| 1990 | 21 lipca        | Lancaster Park, Christchurch                  | Nowa Zelandia | 21–6  | Australia     | Nowa Zelandia | Nowa Zelandia |
| 1989 | 5 sierpnia      | Eden Park, Auckland                           | Nowa Zelandia | 24–12 | Australia     | Nowa Zelandia | Nowa Zelandia |
| 1988 | 30 lipca        | Concord Oval, Sydney                          | Australia     | 9–30  | Nowa Zelandia | Nowa Zelandia | Nowa Zelandia |
| 1988 | 16 lipca        | Ballymore Stadium, Brisbane, Queensland       | Australia     | 19–19 | Nowa Zelandia | Remis         | Nowa Zelandia |
| 1988 | 3 lipca         | Concord Oval, Sydney                          | Australia     | 7–32  | Nowa Zelandia | Nowa Zelandia | Nowa Zelandia |
| 1987 | 25 lipca        | Concord Oval, Sydney                          | Australia     | 16–30 | Nowa Zelandia | Nowa Zelandia | Nowa Zelandia |
| 1986 | 6 września      | Eden Park, Auckland                           | Nowa Zelandia | 9–22  | Australia     | Australia     | Australia     |
| 1986 | 23 sierpnia     | Carisbrook, Dunedin                           | Nowa Zelandia | 13–12 | Australia     | Nowa Zelandia | Australia     |
| 1986 | 9 sierpnia      | Athletic Park, Wellington                     | Nowa Zelandia | 12–13 | Australia     | Australia     | Australia     |
| 1985 | 29 czerwca      | Eden Park, Auckland                           | Nowa Zelandia | 10–9  | Australia     | Nowa Zelandia | Nowa Zelandia |
| 1984 | 18 sierpnia     | Sydney Cricket Ground, Sydney                 | Australia     | 24–25 | Nowa Zelandia | Nowa Zelandia | Nowa Zelandia |
| 1984 | 4 sierpnia      | Ballymore Stadium, Brisbane, Queensland       | Australia     | 15–19 | Nowa Zelandia | Nowa Zelandia | Nowa Zelandia |
| 1984 | 21 lipca        | Sydney Cricket Ground, Sydney                 | Australia     | 16–9  | Nowa Zelandia | Australia     | Nowa Zelandia |
| 1983 | 20 sierpnia     | Sydney Cricket Ground, Sydney                 | Australia     | 8–18  | Nowa Zelandia | Nowa Zelandia | Nowa Zelandia |
| 1982 | 11 września     | Eden Park, Auckland                           | Nowa Zelandia | 33–18 | Australia     | Nowa Zelandia | Nowa Zelandia |
| 1982 | 28 sierpnia     | Athletic Park, Wellington                     | Nowa Zelandia | 16–19 | Australia     | Australia     | Nowa Zelandia |
| 1982 | 14 sierpnia     | Lancaster Park, Christchurch                  | Nowa Zelandia | 23–16 | Australia     | Nowa Zelandia | Nowa Zelandia |
| 1980 | 12 lipca        | Sydney Cricket Ground, Sydney                 | Australia     | 26–10 | Nowa Zelandia | Australia     | Australia     |
| 1980 | 28 czerwca      | Ballymore Stadium, Brisbane, Queensland       | Australia     | 9–12  | Nowa Zelandia | Nowa Zelandia | Australia     |
| 1980 | 21 czerwca      | Sydney Cricket Ground, Sydney                 | Australia     | 13–9  | Nowa Zelandia | Australia     | Australia     |
| 1979 | 28 lipca        | Sydney Cricket Ground, Sydney                 | Australia     | 12–6  | Nowa Zelandia | Australia     | Australia     |
| 1978 | 9 września      | Eden Park, Auckland                           | Nowa Zelandia | 16–30 | Australia     | Australia     | Nowa Zelandia |
| 1978 | 26 sierpnia     | Lancaster Park, Christchurch                  | Nowa Zelandia | 22–6  | Australia     | Nowa Zelandia | Nowa Zelandia |
| 1978 | 19 sierpnia     | Athletic Park, Wellington                     | Nowa Zelandia | 13–12 | Australia     | Nowa Zelandia | Nowa Zelandia |
| 1974 | 8 czerwca       | Sydney Cricket Ground, Sydney                 | Australia     | 6–16  | Nowa Zelandia | Nowa Zelandia | Nowa Zelandia |
| 1974 | 1 czerwca       | Ballymore Stadium, Brisbane, Queensland       | Australia     | 16–16 | Nowa Zelandia | Remis         | Nowa Zelandia |
| 1974 | 25 maja         | Sydney Cricket Ground, Sydney                 | Australia     | 6–11  | Nowa Zelandia | Nowa Zelandia | Nowa Zelandia |
| 1972 | 16 września     | Eden Park, Auckland                           | Nowa Zelandia | 38–3  | Australia     | Nowa Zelandia | Nowa Zelandia |
| 1972 | 2 września      | Lancaster Park, Christchurch                  | Nowa Zelandia | 30–17 | Australia     | Nowa Zelandia | Nowa Zelandia |
| 1972 | 19 sierpnia     | Athletic Park, Wellington                     | Nowa Zelandia | 29–6  | Australia     | Nowa Zelandia | Nowa Zelandia |
| 1968 | 22 czerwca      | Ballymore Stadium, Brisbane, Queensland       | Australia     | 18–19 | Nowa Zelandia | Nowa Zelandia | Nowa Zelandia |
| 1968 | 15 czerwca      | Sydney Cricket Ground, Sydney                 | Australia     | 11–27 | Nowa Zelandia | Nowa Zelandia | Nowa Zelandia |
| 1967 | 19 sierpnia     | Athletic Park, Wellington                     | Nowa Zelandia | 29–9  | Australia     | Nowa Zelandia | Nowa Zelandia |
| 1964 | 29 sierpnia     | Athletic Park, Wellington                     | Nowa Zelandia | 5–20  | Australia     | Australia     | Nowa Zelandia |
| 1964 | 22 sierpnia     | Lancaster Park, Christchurch                  | Nowa Zelandia | 18–3  | Australia     | Nowa Zelandia | Nowa Zelandia |
| 1964 | 15 sierpnia     | Carisbrook, Dunedin                           | Nowa Zelandia | 14–9  | Australia     | Nowa Zelandia | Nowa Zelandia |
| 1962 | 22 września     | Eden Park, Auckland                           | Nowa Zelandia | 16–8  | Australia     | Nowa Zelandia | Nowa Zelandia |
| 1962 | 8 września      | Carisbrook, Dunedin                           | Nowa Zelandia | 3–0   | Australia     | Nowa Zelandia | Nowa Zelandia |
| 1962 | 25 sierpnia     | Athletic Park, Wellington                     | Nowa Zelandia | 9–9   | Australia     | Remis         | Nowa Zelandia |
| 1962 | 4 czerwca       | Sydney Cricket Ground, Sydney                 | Australia     | 5–14  | Nowa Zelandia | Nowa Zelandia | Nowa Zelandia |
| 1962 | 26 maja         | Exhibition Ground, Brisbane, Queensland       | Australia     | 6–20  | Nowa Zelandia | Nowa Zelandia | Nowa Zelandia |
| 1958 | 20 września     | Epsom Showgrounds, Auckland                   | Nowa Zelandia | 17–8  | Australia     | Nowa Zelandia | Nowa Zelandia |
| 1958 | 6 września      | Lancaster Park, Christchurch                  | Nowa Zelandia | 3–6   | Australia     | Australia     | Nowa Zelandia |
| 1958 | 23 sierpnia     | Athletic Park, Wellington                     | Nowa Zelandia | 25–3  | Australia     | Nowa Zelandia | Nowa Zelandia |
| 1957 | 1 czerwca       | Exhibition Ground, Brisbane, Queensland       | Australia     | 9–22  | Nowa Zelandia | Nowa Zelandia | Nowa Zelandia |
| 1957 | 25 maja         | Sydney Cricket Ground, Sydney                 | Australia     | 11–25 | Nowa Zelandia | Nowa Zelandia | Nowa Zelandia |
| 1955 | 17 września     | Eden Park, Auckland                           | Nowa Zelandia | 3–8   | Australia     | Australia     | Nowa Zelandia |
| 1955 | 3 września      | Carisbrook, Dunedin                           | Nowa Zelandia | 8–0   | Australia     | Nowa Zelandia | Nowa Zelandia |
| 1955 | 20 sierpnia     | Athletic Park, Wellington                     | Nowa Zelandia | 16–8  | Australia     | Nowa Zelandia | Nowa Zelandia |
| 1952 | 13 września     | Athletic Park, Wellington                     | Nowa Zelandia | 15–8  | Australia     | Nowa Zelandia | Nowa Zelandia |
| 1952 | 6 września      | Lancaster Park, Christchurch                  | Nowa Zelandia | 9–14  | Australia     | Australia     | Nowa Zelandia |
| 1951 | 21 lipca        | Woolloongabba Ground, Brisbane, Queensland    | Australia     | 6–16  | Nowa Zelandia | Nowa Zelandia | Nowa Zelandia |
| 1951 | 7 lipca         | Sydney Cricket Ground, Sydney                 | Australia     | 11–17 | Nowa Zelandia | Nowa Zelandia | Nowa Zelandia |
| 1951 | 23 czerwca      | Sydney Cricket Ground, Sydney                 | Australia     | 0–8   | Nowa Zelandia | Nowa Zelandia | Nowa Zelandia |
| 1949 | 24 września     | Eden Park, Auckland                           | Nowa Zelandia | 9–16  | Australia     | Australia     | Australia     |
| 1949 | 3 września      | Athletic Park, Wellington                     | Nowa Zelandia | 6–11  | Australia     | Australia     | Australia     |
| 1947 | 28 czerwca      | Sydney Cricket Ground, Sydney                 | Australia     | 14–27 | Nowa Zelandia | Nowa Zelandia | Nowa Zelandia |
| 1947 | 14 czerwca      | Exhibition Ground, Brisbane, Queensland       | Australia     | 5–13  | Nowa Zelandia | Nowa Zelandia | Nowa Zelandia |
| 1946 | 28 września     | Eden Park, Auckland                           | Nowa Zelandia | 14–10 | Australia     | Nowa Zelandia | Nowa Zelandia |
| 1946 | 14 września     | Carisbrook, Dunedin                           | Nowa Zelandia | 31–8  | Australia     | Nowa Zelandia | Nowa Zelandia |
| 1938 | 13 sierpnia     | Sydney Cricket Ground, Sydney                 | Australia     | 6–14  | Nowa Zelandia | Nowa Zelandia | Nowa Zelandia |
| 1938 | 6 sierpnia      | Exhibition Ground, Brisbane, Queensland       | Australia     | 14–20 | Nowa Zelandia | Nowa Zelandia | Nowa Zelandia |
| 1938 | 23 lipca        | Sydney Cricket Ground, Sydney                 | Australia     | 9–24  | Nowa Zelandia | Nowa Zelandia | Nowa Zelandia |
| 1936 | 12 września     | Carisbrook, Dunedin                           | Nowa Zelandia | 38–13 | Australia     | Nowa Zelandia | Nowa Zelandia |
| 1936 | 5 września      | Athletic Park, Wellington                     | Nowa Zelandia | 11–6  | Australia     | Nowa Zelandia | Nowa Zelandia |
| 1934 | 25 sierpnia     | Sydney Cricket Ground, Sydney                 | Australia     | 3–3   | Nowa Zelandia | Remis         | Australia     |
| 1934 | 11 sierpnia     | Sydney Cricket Ground, Sydney                 | Australia     | 25–11 | Nowa Zelandia | Australia     | Australia     |
| 1932 | 23 lipca        | Sydney Cricket Ground, Sydney                 | Australia     | 13–21 | Nowa Zelandia | Nowa Zelandia | Nowa Zelandia |
| 1932 | 16 lipca        | Exhibition Ground, Brisbane, Queensland       | Australia     | 3–0   | Nowa Zelandia | Nowa Zelandia | Nowa Zelandia |
| 1932 | 2 lipca         | Sydney Cricket Ground, Sydney                 | Australia     | 22–17 | Nowa Zelandia | Australia     | Nowa Zelandia |

### Podsumowanie
Zdobyte tytuły
1. Nowa Zelandia – 44
2. Australia – 12

Najdłuższy czas w posiadaniu Australii: 5 lat (1998–2002) (5 Tytułów)
Najdłuższy czas w posiadaniu Nowej Zelandii 28
lat (1951–1978) (12 tytułów)
Najdłuższa zwycięska seria Nowa Zelandia (2003–2018) (16 tytułów)